# Арсеније Јовановић
Арсеније Арса Јовановић (Београд, 30. септембар 1932 — 14. мај 2025) био је српски редитељ, сценариста и преводилац.

## Биографија
Основну школу завршио је у Деспотовцу 1942, гимназију у Београду 1950. и Позоришну академију, одсек режије у класи Јосипа Кулунџића, у Београду 1956. Дипломску представу припремио је у СНП: Догађај у месту Гоги Славка Грума (премијера 30. октобра 1955). Затим је студирао историју уметности и југословенску књижевност, а 1964. је похађао курс телевизијске режије у Лондону. 
Од 1956. до 1957. је редитељ у НК у Задру, од 1957. до 1958. у НК у Шибенику, од 1958. до 1962. асистент па предавач на Академији за позориште у Београду и од 1962. је редитељ НП у Београду, са изузетком једне сезоне, коју је провео у Југословенском драмском позоришту. Као редитељ гостовао је у позориштима широм Југославије и у иностранству (Велика Британија, Бугарска). Бавио се и филмском и телевизијском режијом. Написао је 1999. драмски комад Суђење госпођи Бовари (изведено у НП у Београду, у Кругу 101). 
Аутор је и двеју радио-драма, а његове драматизације и преводи драмских дела са енглеског играни су у београдским позориштима. У СНП је 1973. изведен, у његовом преводу, Занат госпође Јорн Џ. Б. Шоа.
Објавио је аутобиографију Испретурана аутобиографија у 101 секвенци (2025).

## Филмографија

### Редитељ
|                             | 1960 | 1970 | 1980 | Укупно |
| --------------------------- | ---- | ---- | ---- | ------ |
| ТВ филм                     | 5    | 16   | 0    | 21     |
| ТВ кратки филм              | 1    | 6    | 1    | 8      |
| ТВ мини документарна серија | 0    | 1    | 0    | 1      |
| Кратки документарни филм    | 0    | 0    | 1    | 1      |
| ТВ документарни филм        | 0    | 1    | 0    | 1      |
| Укупно                      | 6    | 24   | 2    | 32     |

| Год.   | Назив                                                 | Улога \|- style="background: Lavender; text-align:center; " | 1960-е | 1960-е | 1960-е | 1960-е |
| 1965.  | Корени ТВ филм                                        | /                                                           |        |        |        |        |
| 1966.  | Балада о повратку ТВ филм                             | /                                                           |        |        |        |        |
| 1966.  | Преноћиште ТВ филм                                    | /                                                           |        |        |        |        |
| 1969.  | Стихови ТВ кратки филм                                | /                                                           |        |        |        |        |
| 1969.  | Скандал ТВ филм                                       | /                                                           |        |        |        |        |
| 1969.  | На дан пожара ТВ филм                                 | /                                                           |        |        |        |        |
| 1970-е |                                                       |                                                             |        |        |        |        |
| 1970.  | Случај Опенхајмер ТВ филм                             | /                                                           |        |        |        |        |
| 1970.  | Ли Харви Освалд ТВ филм                               | /                                                           |        |        |        |        |
| 1971.  | Велики посао ТВ филм                                  | /                                                           |        |        |        |        |
| 1971.  | Суђење Флоберу ТВ филм                                | /                                                           |        |        |        |        |
| 1972.  | Смех са сцене: Народно позориште ТВ документарни филм | /                                                           |        |        |        |        |
| 1972.  | Савонарола и његови пријатељи ТВ филм                 | /                                                           |        |        |        |        |
| 1972.  | Стефан Дечански ТВ филм                               | /                                                           |        |        |        |        |
| 1972.  | Сарајевски атентат ТВ филм                            | /                                                           |        |        |        |        |
| 1972.  | Птичје купалиште ТВ филм                              | /                                                           |        |        |        |        |
| 1972.  | Прождрљивост ТВ филм                                  | /                                                           |        |        |        |        |
| 1972.  | Паљење рајхстага ТВ кратки филм                       | /                                                           |        |        |        |        |
| 1974.  | Тајне Јадрана 2 ТВ мини документарна серија           | /                                                           |        |        |        |        |
| 1974.  | Зашто је пуцао Алија Алијагић ТВ филм                 | /                                                           |        |        |        |        |
| 1974.  | Слободан превод Мизантропа ТВ филм                    | /                                                           |        |        |        |        |
| 1974.  | Пишем, пишем стихове ТВ кратки филм                   | /                                                           |        |        |        |        |
| 1974.  | Мери Роуз ТВ филм                                     | /                                                           |        |        |        |        |
| 1974.  | Клитемнестра ТВ кратки филм                           | /                                                           |        |        |        |        |
| 1977.  | Песме простора ТВ филм                                | /                                                           |        |        |        |        |
| 1977.  | 67. састанак Скупштине Кнежевине Србије ТВ филм       | /                                                           |        |        |        |        |
| 1978.  | Молијер ТВ филм                                       | /                                                           |        |        |        |        |
| 1979.  | Слушај ти блесане мој ТВ кратки филм                  | /                                                           |        |        |        |        |
| 1979.  | Прва српска железница ТВ филм                         | /                                                           |        |        |        |        |
| 1979.  | Песма Цуји ТВ кратки филм                             | /                                                           |        |        |        |        |
| 1979.  | Лазар Гавриловић воденичар ТВ кратки филм             | /                                                           |        |        |        |        |
| 1980-е |                                                       |                                                             |        |        |        |        |
| 1980.  | Песме о јелу и пићу ТВ кратки филм                    | /                                                           |        |        |        |        |
| 1981.  | Марков Манастир Кратки документарни филм              | /                                                           |        |        |        |        |

### Ссценариста
|                          | 1960 | 1970 | 1980 | Укупно |
| ------------------------ | ---- | ---- | ---- | ------ |
| ТВ филм                  | 2    | 4    | 0    | 6      |
| Кратки документарни филм | 0    | 0    | 1    | 1      |
| Укупно                   | 2    | 4    | 1    | 7      |

| Год.   | Назив                                           | Улога \|- style="background: Lavender; text-align:center; " | 1960-е | 1960-е | 1960-е | 1960-е |
| 1965.  | Корени ТВ филм                                  | /                                                           |        |        |        |        |
| 1969.  | Скандал ТВ филм                                 | /                                                           |        |        |        |        |
| 1970-е |                                                 |                                                             |        |        |        |        |
| 1972.  | Сарајевски атентат ТВ филм                      | /                                                           |        |        |        |        |
| 1974.  | Зашто је пуцао Алија Алијагић ТВ филм           | /                                                           |        |        |        |        |
| 1977.  | 67. састанак Скупштине Кнежевине Србије ТВ филм | /                                                           |        |        |        |        |
| 1979.  | Прва српска железница ТВ филм                   | /                                                           |        |        |        |        |
| 1980-е |                                                 |                                                             |        |        |        |        |
| 1981.  | Марков Манастир Кратки документарни филм        | /                                                           |        |        |        |        |